# FSDMA19
FSDMA19 è una District Management Area della municipalità distrettuale di Thabo Mofutsanyane. L'area si trova all'interno della municipalità locale di Maluti a Phofung e il suo territorio ricade all'interno del Golden Gate Highlands National Park e si estende su una superficie di 61 km².

## Fiumi
- Little Caledon